# Mark O'Hara
Mark O'Hara (Barrhead, 12 dicembre 1995) è un calciatore scozzese, centrocampista del St. Mirren.

## Caratteristiche tecniche
Terzino destro, può giocare come esterno sulla stessa fascia o come difensore centrale.